# Spyros Andriopoulos
Spyros Andriopoulos (eigentlich Spyridon Andriopoulos, griechisch Σπύρος Ανδριόπουλος; * 1. August 1962 in Patras) ist ein ehemaliger griechischer Langstreckenläufer.
1984 wurde er bei den Halleneuropameisterschaften 1984 in Göteborg Siebter über 3000 Meter. 1987 wurde er Zwölfter beim IAAF-Weltcup-Marathon in Seoul. Jeweils über 10.000 Meter gewann er Silber bei der Universiade, wurde Siebter bei den Weltmeisterschaften in Rom und gewann Bronze bei den Mittelmeerspielen. 1988 wurde er Zweiter und 1989 Dritter beim Berlin-Marathon.
1990 kam er bei den Europameisterschaften in Split über 10.000 Meter auf den 15. Platz und wurde Elfter beim Chicago-Marathon.
Beim Marathon der Europameisterschaften 1994 in Helsinki belegte er Rang 37, beim Marathon der Olympischen Spiele 1996 in Atlanta Rang 36. Bei den Marathonläufen der Weltmeisterschaften 1997 in Athen und der Europameisterschaften 1998 in Budapest erreichte er nicht das Ziel.
Zweimal wurde er griechischer Meister über 5000 Meter (1986, 1990), siebenmal über 10.000 Meter (1984–1987, 1990, 1991, 1995) und zweimal im Marathon (1994, 1997).

## Persönliche Bestzeiten
- 3000 m (Halle): 8:04,98 min, 4. März 1984, Göteborg
- 5000 m: 13:47,38 min, 7. September 1990, Athen
- 10.000 m: 28:07,17 min, 30. August 1987, Rom (griechischer Rekord)
- Halbmarathon: 1:03:04 h, 18. Dezember 1988, Palermo (griechischer Rekord)
- Marathon: 2:12:04 h, 9. Oktober 1988, Berlin (griechischer Rekord)